# Skiferhovedet ædelparakit
Skiferhovedet ædelparakit (Psittacula himalayana) er en papegøje, der lever i det sydlige Himalaya.